# Elbeenus
Elbeenus is een geslacht van neteldieren uit de klasse van de Anthozoa (bloemdieren).

## Soort
- Elbeenus lauramartinae Alderslade, 2002